# Camponotus dorycus
Camponotus dorycus é uma espécie de inseto do gênero Camponotus, pertencente à família Formicidae.